# Stortjärnen (Aspeboda socken, Dalarna)
Stortjärnen är en sjö i Falu kommun i Dalarna och ingår i Dalälvens huvudavrinningsområde.